# 774

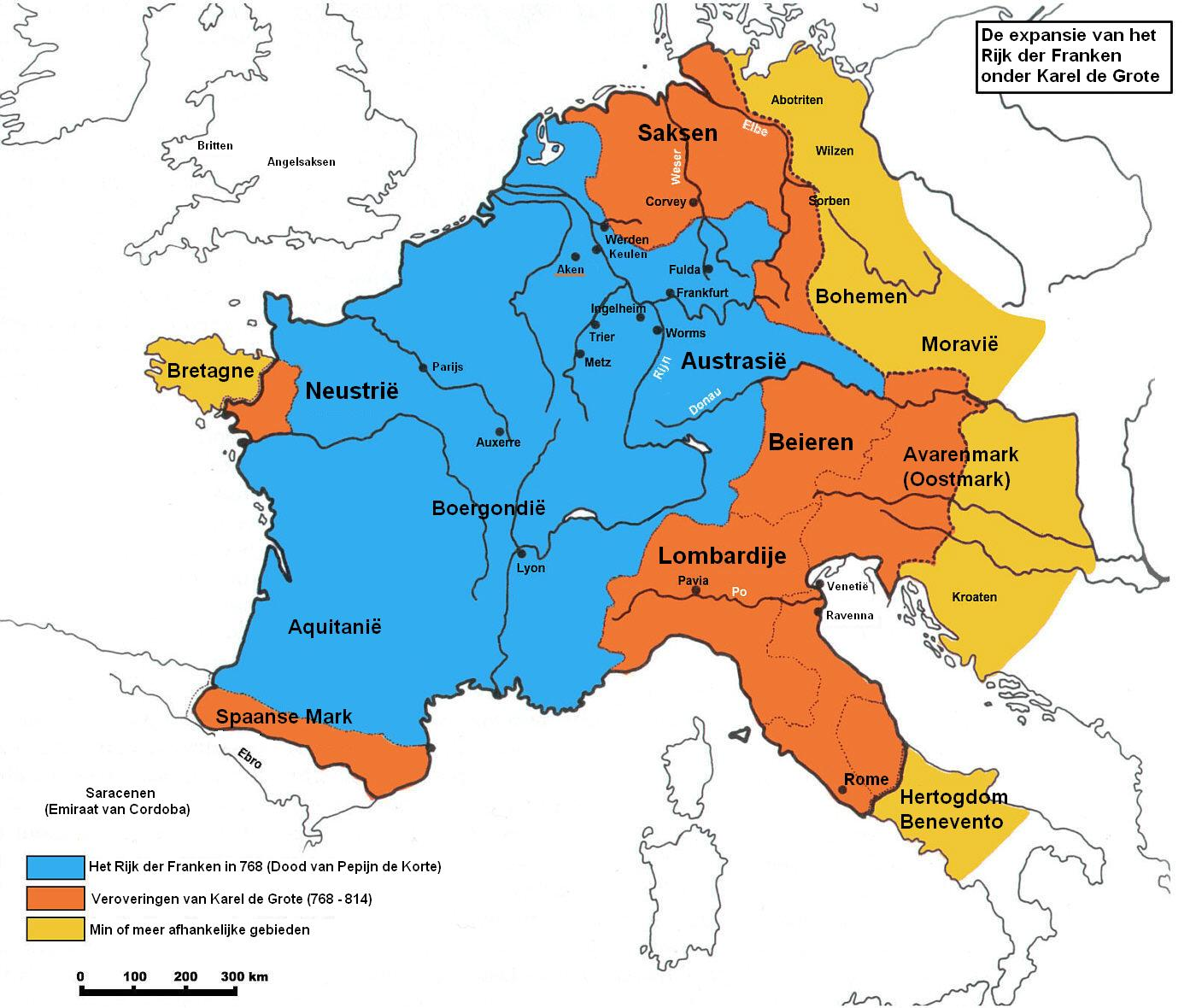
Het Frankische Rijk onder Karel de Grote

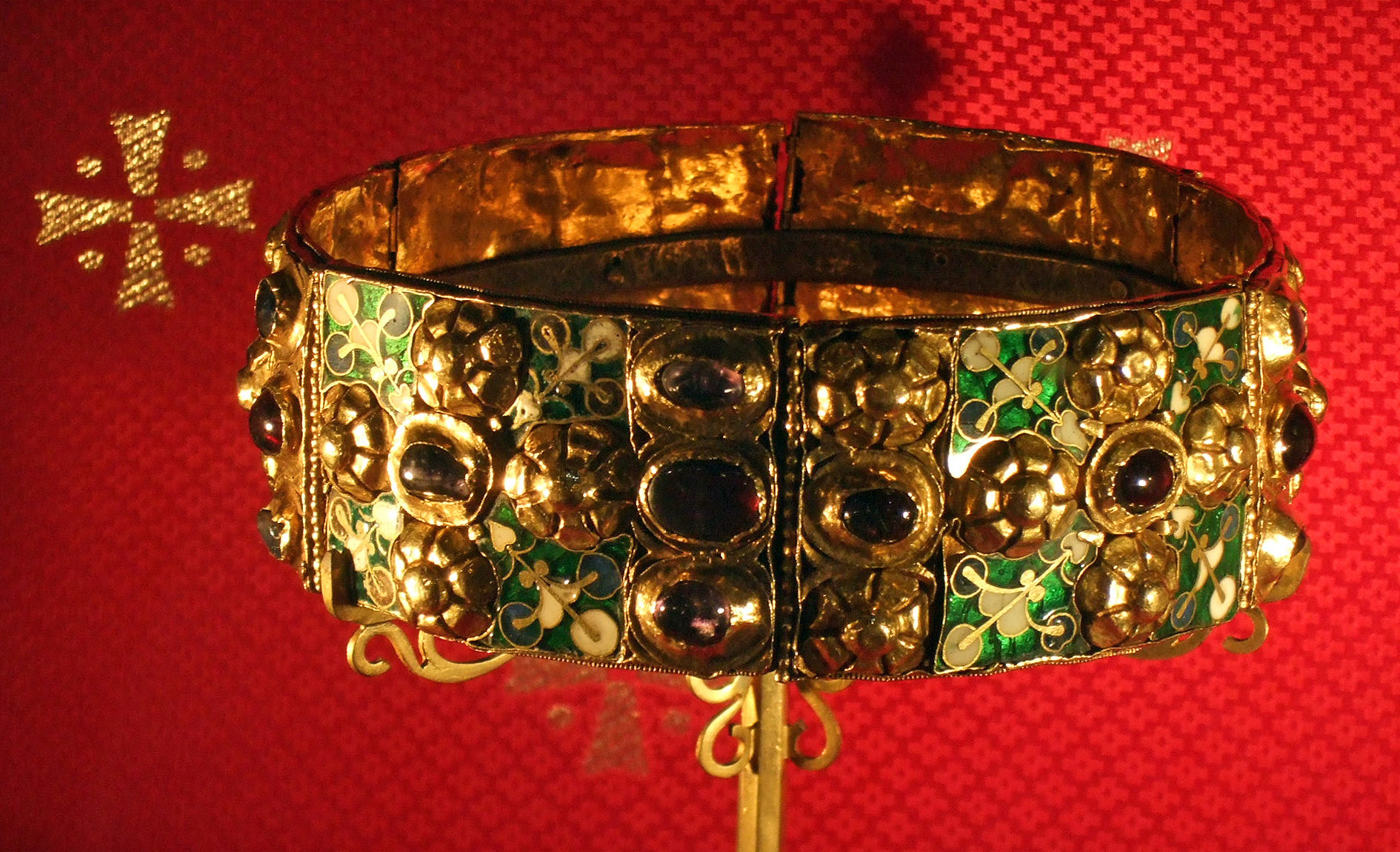
De IJzeren Kroon ("Kroon van Italië")

Het jaar 774 is het 74e jaar in de 8e eeuw volgens de christelijke jaartelling.

## Gebeurtenissen

### Europa
- Juni – Koning Karel de Grote verovert Lombardije, dat een deel wordt van het Frankische Rijk. Hij bezet Pavia na een belegering van 2 jaar en verplicht Desiderius, de laatste koning van de Longobarden, afstand te doen van de troon. Karel laat zichzelf tot koning van de Longobarden kronen met de IJzeren Kroon. De gebieden Veneto, Istrië, Emilia, Toscane en Corsica komen onder Frankisch bestuur. Einde van het Longobardische Rijk.
- Karel de Grote bezoekt Rome en schenkt paus Adrianus I wereldlijke macht in delen van Italië. Hiermee wordt Adrianus heerser over Ravenna, de Pentapolis (politiek een verbond tussen de vijf steden) en de regio rondom Rome. Het hertogdom Benevento blijft onafhankelijk.
- Saksenoorlog: De Saksen voeren een plunderveldtocht in het huidige Hessen. In Fritzlar worden Frankische nederzettingen en kerken verwoest. Karel de Grote keert overhaast terug uit Italië en mobiliseert troepen voor een strafexpeditie tegen de Saksen.
- Koning Aurelius van Asturië overlijdt na een regeerperiode van 6 jaar. Hij wordt opgevolgd door Silo, een schoonzoon van voormalig koning Alfons I.

### Brittannië
- Koning Alhred van Northumbria wordt afgezet en verdreven uit York. Vanuit Bamburgh vlucht hij naar het noorden (een regio bewoond door de Picten). Hij wordt opgevolgd door de 11-jarige Aethelred I, een zoon van voormalig koning Æthelwald Moll.
- Koning Offa van Mercia wordt erkend als overlord (bretwalda) over de Angelsakische koninkrijken Kent en Wessex (waarschijnlijke datum).

## Ecologie
- De productie van koolstof-14 in de atmosfeer is sterk vergroot, mogelijk ten gevolge van een heftige zonnevlam[1] of van een gammaflits.[2]

## Geboren
- Heizei, keizer van Japan (overleden 824)
- Kūkai, Japans boeddhistische monnik (overleden 835)

## Overleden
- Aurelius, koning van Asturië (huidige Spanje)